# 鈴木愛可
鈴木 愛可（すずき あいか、1983年8月20日 - ）は、日本の女性俳優。本名、鈴木 愛可（すずき あいか）。東京都出身。

## 出演

### テレビドラマ
- 木曜の怪談 怪奇倶楽部（1996年、フジテレビ）
- ふたりのアリス（2004年、BSフジ）
- エンジン（2005年、フジテレビ） - カップル女 役
- 嬢王（2005年、テレビ東京） - ミドリ 役

### バラエティ
- 天才てれびくん（1996年 - 1997年、NHK教育） - てれび戦士
- 鈴木あみのアイドルダウンロードショー（2000年 - 2001年、BSフジ）
- もっとアイドルダウンロードショー（2001年、BSフジ）

### CM
- 雪国まいたけ
- コカ・コーラ、清流茶房
- セガ・エンタープライゼス、電子手帳
- 小学館、ちゃお
- バンダイ とんでぶーりんドッキリトンパクト
- トミー
- スズキ エブリイ
- ゴールドウイン
- 小林製薬、びふナイト
- ミニストップ
- カルビー、ポテトチップス

### ネット配信
- キラキラ★アイドル研究所

## 書籍

### 雑誌連載
- ピチレモン（学習研究社） - 専属モデル
- 月刊SPA! PANjA（扶桑社）